# Pseudois
Pseudois is een zoogdierengeslacht uit de familie van de holhoornigen (Bovidae).

## Soorten
- Pseudois nayaur Hodgson, 1833 – Blauwschaap
- Pseudois schaeferi Haltenorth, 1963 – Sichuanbharal of dwergblauwschaap